# Ernesto Rossi
Pour les articles homonymes, voir Rossi.
Ernesto Rossi, né à Caserte le 25 août 1897 et mort à Rome le 9 février 1967, est un homme politique et un journaliste italien. Militant antifasciste, il a contribué à la refondation du Partito d'Azione puis à la création du Partito Radicale. Fervent promoteur du fédéralisme européen, il a notamment participé à la rédaction du Manifeste de Ventotene avec Altiero Spinelli et Eugenio Colorni.

## Biographie
A dix huit ans, Ernesto Rossi s'enrôle comme volontaire pour combattre au cours de la Première Guerre mondiale. Après la guerre, en réaction à l'attitude hostile des socialistes envers les vétérans et par mépris pour la classe politique, il se rapproche des nationalistes du journal Popolo d'Italia, dirigé par Benito Mussolini, avec lequel il collabore de 1919 à 1922.
Pendant cette période, il se lie d'amitié avec Gaetano Salvemini, sous l'influence duquel il rejette définitivement l'idéologie fasciste. 
En 1925, avec le groupe de Salvemini (Nello Traquandi, Tommaso Ramorino, Carlo Rosselli), il fonde le journal clandestin Non Mollare. En 1929, il rejoint Riccardo Bauer, avec lequel il dirige l'organisation Giustizia e Libertà. 
Arrêté pour son activisme politique, il est condamné à vingt ans de prison par le Tribunal spécial et exilé dans l'île de Ventotene. C'est là qu'avec Altiero Spinelli et Eugenio Colorni, il mûrit les idées fédéralistes qui sont exposées dans le fameux Manifeste de Ventotene de 1941.
Après la Libération, en tant que représentant du Partito d'Azione, il est Secrétaire à la Reconstruction dans le gouvernement Parri et Président de l'ARAR (Azienda Rilievo Alienazione Residuati) jusqu'à 1958.
Après la dissolution du Partito d'Azione, il s'affilie au Partito Radicale dirigé par Pannunzio et Villabruna. Il décline toutefois l'offre d'une fonction de direction, préférant se consacrer à l'écriture et au journalisme d'investigation pour le journal Il Mondo.
Sa coopération avec Il Mondo, qui commence en 1949 (lorsque le directeur, Mario Pannunzio, lui a promis que ses articles seraient lus seulement après publication) se poursuit jusqu'en 1962.